# Geirfuglasker

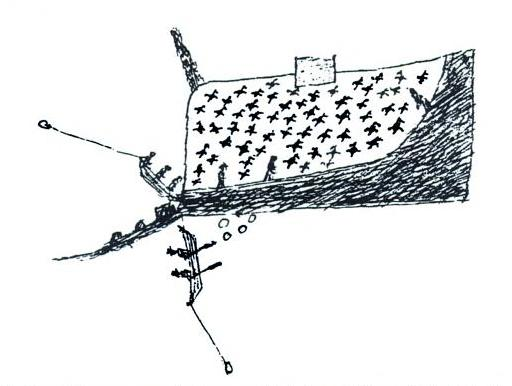
Esboço do século XVIII do Geirfuglasker

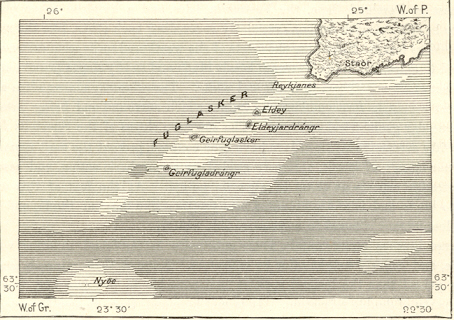
Antiga localização do Geirfuglasker em meio às ilhas Fuglasker

Geirfuglasker (a "Grande Rocha do Arau", em tradução livre) era uma pequena ilhota perto de Reykjanes, Islândia. Era uma rocha vulcânica com lados íngremes, exceto em dois locais de desembarque. A ressaca áspera em torno da ilha tornava-se quase que inacessível aos seres humanos. Foi um dos últimos refúgios do arau-gigante (que também era chamado de "garefowl" - "geirfugl" em islandês). Após uma erupção vulcânica em 1830 esta rocha ficou submersa. Os araus-gigantes sobreviventes se mudaram para uma ilha próxima chamada Eldey e foram exterminados pelos humanos alguns anos mais tarde.